# Tripkova
Tripkova (en serbe cyrillique : Трипкова) est un village de Serbie situé dans la municipalité de Čajetina, district de Zlatibor. Au recensement de 2011, il comptait 302 habitants.

## Démographie

### Évolution historique de la population
| 1948  | 1953  | 1961 | 1971 | 1981 | 1991 | 2002 | 2011 |
| ----- | ----- | ---- | ---- | ---- | ---- | ---- | ---- |
| 1 029 | 1 052 | 999  | 877  | 720  | 493  | 372  | 302  |

|  |